# أبو عيسى (الزاوية)
أبو عيسى قرية تقع علي الساحل الغربي من ليبيا، تحدها من الشرق بلدية الزاوية المركز ومن الغرب بلدية صرمان إلى تونس. وهي إحدى البلدات التابعة لبلدية الزاوية الغرب.

## التاريخ
لها جذور تاريخية تمتد لأكثر من 800 سنة، من معالمها جامع العموري (أكثر من 600 سنة).

## وصلات خارجية
- موقع إسلاميك فيندر